# Marguerite de Hongrie
Pour l’article homonyme, voir Marguerite de Hongrie (sainte).
Marguerite de Hongrie est une princesse hongroise née en 1175 et morte après 1229.[réf. nécessaire]
Elle est la fille du roi Béla III et d'Agnès d'Antioche. 
Elle a eu trois maris dans sa vie : Isaac II Ange, Boniface de Montferrat et Nicolas Ier de Saint-Omer.
Lors de son deuxième mariage, elle a un enfant, Démétrios de Montferrat. Cependant, lors de la naissance de Démétrios en 1205, son mari décède peu de temps après, en 1207. Elle assure la régence du royaume de Thessalonique, jusqu'à la majorité de son fils.   
Pour le reste de sa vie elle retourne dans son pays natal, la Hongrie, pour y rencontrer Nicolas Ier de Saint-Omer.[réf. nécessaire]

## Famille

### Jeunesse
Marguerite est née vers 1175 en Hongrie de Béla III de Hongrie et d'Agnès d’Antioche. 
Elle est la jeune sœur d’Émeric, futur roi de Hongrie. Ses jeunes frères et sœurs sont André II de Hongrie et Constance de Hongrie. Ses autres frères sont Solomon et Stephen, mais ils seraient morts jeunes. 

### Enfants
Durant son premier mariage avec Isaac II Ange, Marguerite de Hongrie a 2 enfants. Manuel Ange (né vers 1195 et décédé vers 1212), le fils aîné, le second est Jean Ange dit "Kaloioannes" (Bon Jehan) = Kaloyan (naissance et décès approximativement vers 1193-1259). 
Lors du deuxième mariage, Boniface de Montferrat et Marguerite de Hongrie ont un enfant Démétrios de Montferrat (né vers 1205 et mort vers 1227). 
Lors de son troisième mariage, Nicolas Ier de Saint-Omer et Marguerite de Hongrie ont 2 enfants Bela de Saint-Omer (décédé vers 1258) et Guillaume de Saint-Omer (mort vers 1279).

## Premier mariage
Probablement en novembre 1185, Marguerite épouse l’empereur byzantin Isaac II Ange dans le cadre d'un accord diplomatique avec la Hongrie. 
Isaac II et Marguerite ont deux enfants : l'aîné Manuel Ange mort en 1212, et le cadet Jean Ange, né en 1193 se réfugié en Hongrie auprès du roi Béla IV de Hongrie son cousin. Jean Ange meurt en 1259.
Le frère d’Isaac II, Alexios III Ange ayant vu une occasion de prendre le trône, manipule Isaac II et le dépossède de son trône en 1195. Alexios III au pouvoir emprisonne Isaac II. Il a voulu par la suite emprisonner le beau-fils de Marguerite, Alexis IV Ange. Il s'agit du fils de Isaac II avant son mariage avec Marguerite de Hongrie. C'est par son mariage avec Irène Comnène, la fille de Andronic Ier Comnène, empereur de Constantinople et Eudoxie Comnène, qu'il a obtenu son titre d'Empereur Byzantin. 
Alexis IV Ange est couronné co-empereur avec son père grâce à la Quatrième Croisade mais il est rapidement renversé et exécuté ; Isaac meurt début 1204.

## Deuxième mariage
Marguerite épouse Boniface de Montferrat, le chef de la quatrième Croisade, en 1204 à Constantinople. Candidat malheureux au trône de l'empire latin de Constantinople, il reçoit en compensation le Royaume de Thessalonique qu'il considérait mieux adapté à une alliance politique avec son nouveau beau-frère André II de Hongrie, le frère de Marguerite. André était à cette époque régent de la Hongrie, donc le voisin de Boniface du côté du territoire. Marguerite et Boniface ont un fils, Démétrios de Montferrat.
La belle-fille de Marguerite, Agnès de Montferrat, se marie au nouvel Empereur Henri de Flandre en février 1207. 

## Régence
Boniface est tué le 4 septembre 1207, au moment où il rentrait à Thessalonique. Il laisse un testament désignant son fils Démétrios comme son successeur pour diriger le royaume de Thessalonique sous la régence de Marguerite au cas où celui-ci serait trop jeune pour régner.  
Le beau fils de Marguerite, Guillaume de Montferrat succède au marquis de Montferrat.
Le comte de Biandrate prend la tête d'un groupe de nobles cherchant à prendre le pouvoir, mais Démétrios est couronné roi de la Thessalonique par l'empereur Henri. Biandrate s'enfuit. Démétrius étant trop jeune pour régner sur Thessalonique, Marguerite assure la régence jusqu'à sa majorité.    
Biandrate revient en 1216 pour réclamer la régence, mais échoue encore une fois. 

## Troisième mariage
Elle retourne en Hongrie où elle épousa son troisième mari, Nicolas Ier de Saint-Omer aussi appelé «Seigneur de Béotie», en 1217. Elle vit avec Nicolas pour le reste de sa vie.
Nicolas et Marguerite ont 2 enfants ensemble : deux garçons Guillaume de Saint-Omer et Bela de Saint-Omer.

## Décès
Marguerite mourut après 1229 à une date inconnue.